# وانبردا
وانبردا (انگلیسی: Vanbreda) شرکت خدمات مالی و بیمه بلژیکی است، که در سال ۱۹۳۷ تأسیس شد.